# 大岸站
大岸站（日语：／ Ōkishi eki */?）是一个位于日本北海道虻田郡丰浦町字大岸，由北海道旅客铁道（JR北海道）所经营的铁路车站。
新舊名稱均源自阿伊努語的「op-kes」（矛的尖端）或「op-ke-us-pet」（磨矛尖的河流）。

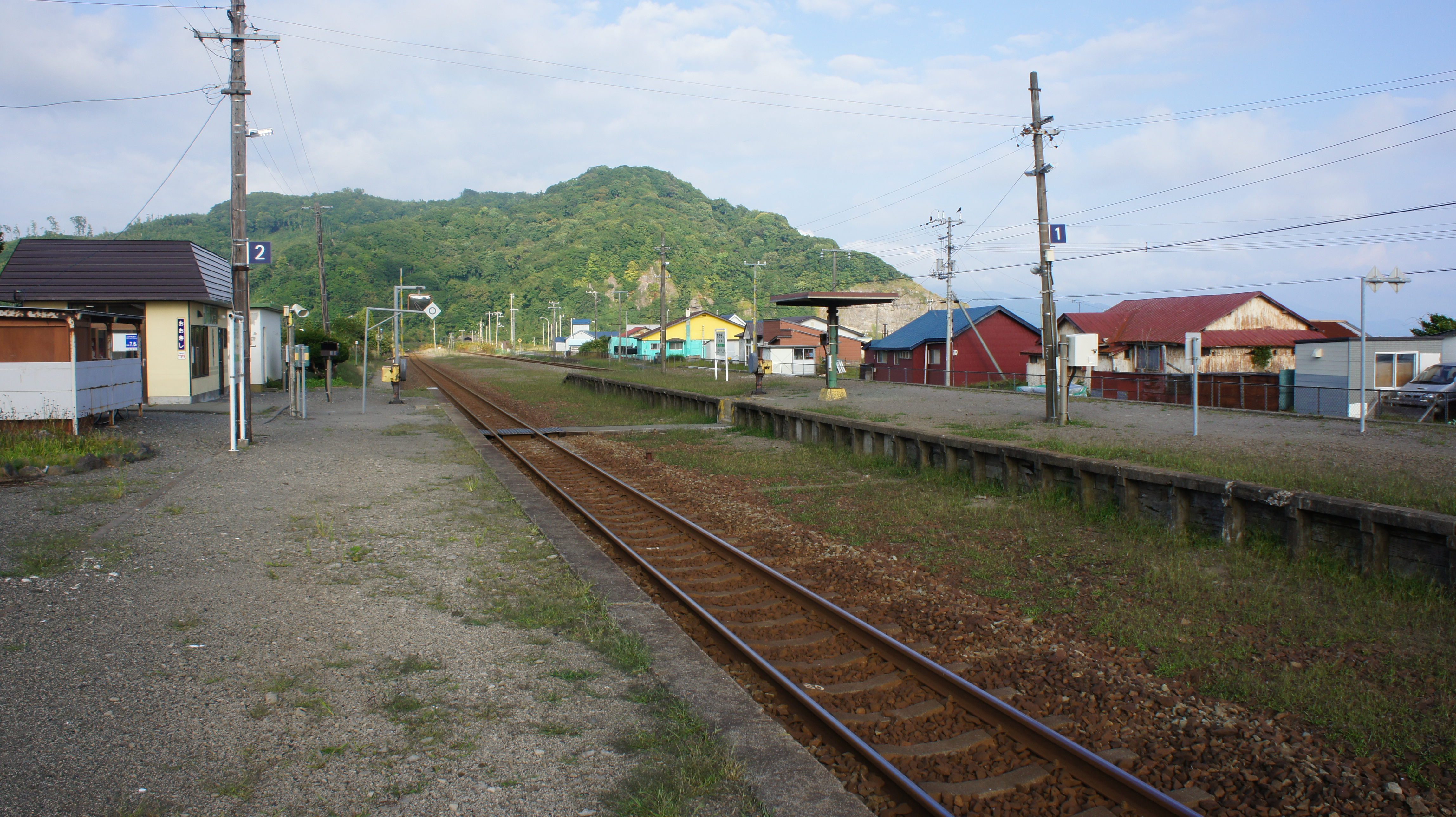
月台（2017年9月）

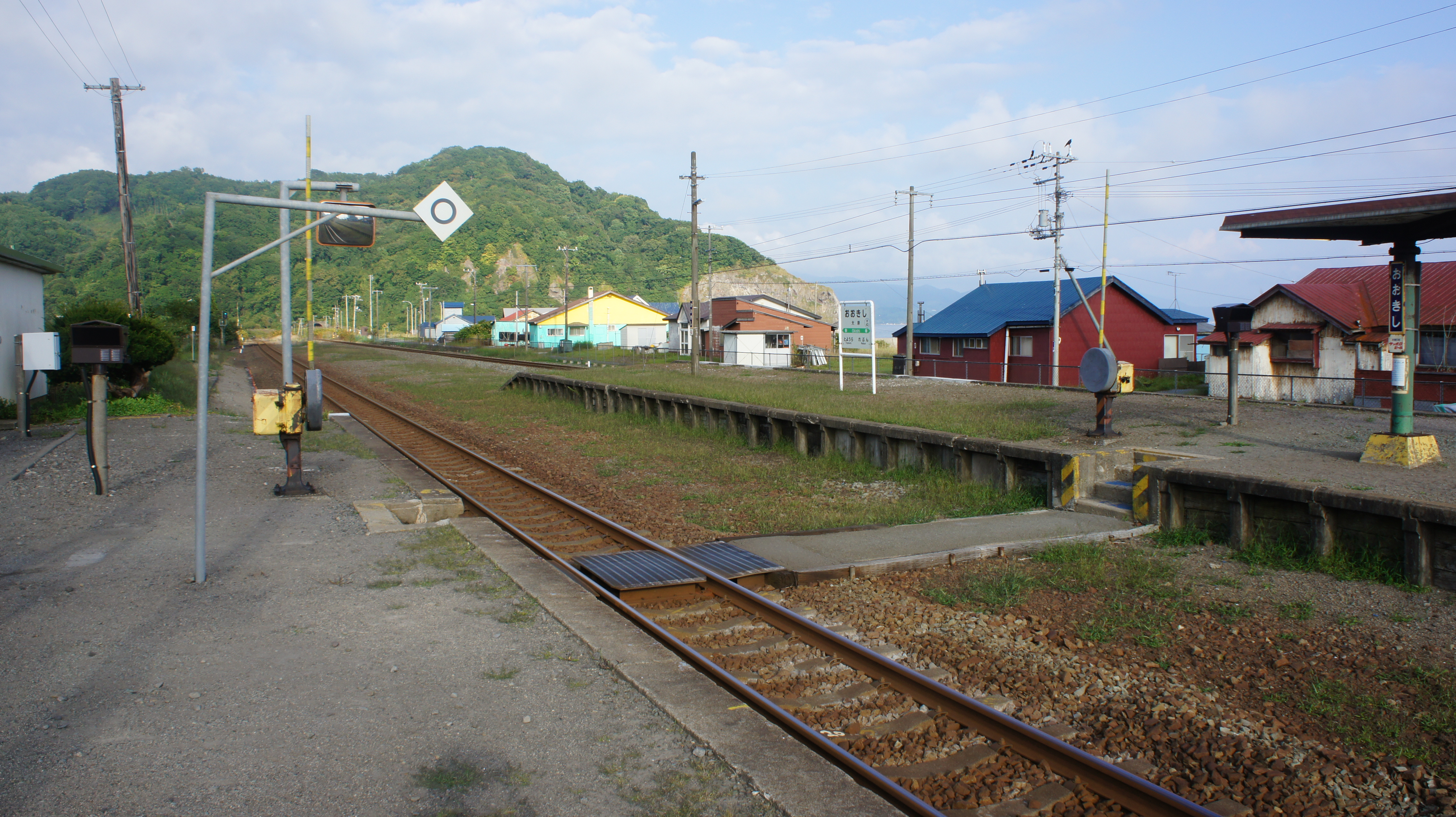
平交道（2017年9月）

## 历史
- 1928年9月10日：车站开业，当时名叫小鉾岸站[2]（おふけしえき），属于日本国有铁道长轮线。
- 1931年4月1日：长轮线并入室兰本线。
- 1935年4月1日：改称大岸站[2]。
- 1980年5月15日：取消货物提取和手提行李托运，简易委托化
- 1987年4月1日：国铁分割民营化，车站由JR北海道继承。

## 相邻车站
北海道旅客铁道（JR北海道）
■室兰本线
■特急「北斗」
通過
■普通
礼文（H44）－大岸（H43）－豐浦（H42）
註：本站與與豐浦站之間原本還存在着一名為「豐泉」的車站，但該站已廢站。

## 外部連結
- JR北海道大岸站網頁。 （页面存档备份，存于）（日語）